# Bélesta (Pireneje Wschodnie)
Bélesta – miejscowość i gmina we Francji, w regionie Oksytania, w departamencie Pireneje Wschodnie.
Według danych na rok 1990 gminę zamieszkiwały 223 osoby, a gęstość zaludnienia wynosiła 11 osób/km² (wśród 1545 gmin Langwedocji-Roussillon Bélesta plasuje się na 689. miejscu pod względem liczby ludności, natomiast pod względem powierzchni na miejscu 373.).

## Populacja

Populacja Bélesta w latach 1962–2008